# Strzelce Wielkie (województwo łódzkie)
Strzelce Wielkie – wieś w Polsce położona w województwie łódzkim, w powiecie pajęczańskim, w gminie Strzelce Wielkie (na Wysoczyźnie Bełchatowskiej).
| SIMC    | Nazwa                    | Rodzaj    |
| ------- | ------------------------ | --------- |
| 0145939 | Adamów                   | część wsi |
| 0145945 | Andrzejów                | część wsi |
| 0145951 | Dwór                     | część wsi |
| 0145968 | Folwark                  | część wsi |
| 0145974 | Michałów                 | część wsi |
| 0145980 | Strzelce Wielkie-Kolonia | część wsi |

W latach 1975–1998 miejscowość położona była w województwie częstochowskim.
Miejscowość jest siedzibą gminy Strzelce Wielkie.
Źródła historyczne po raz pierwszy wymieniają Strzelce koło Brzeźnicy w 1386 roku (księgi ziemskie i grodzkie Radomska i Sieradza) oraz w 1513 roku Strzelce jako wieś dająca dziesięciny kanonii gnieźnieńskiej. Nazwa wsi Strzelce wywodzi się od zajęcia ludności zamieszkującej te tereny. Do XVII wieku właścicielem wsi był m.in. Swańsko de Strzelce, Jan ze Strzelec, H. Kołomaz. W XVII wieku Strzelce stały się własnością Zamojskich, potem Porajów i Pikartów. Już w 1641 roku istniał tu drewniany kościółek uposażony przez właściciela Sulmierzyc – Piotra Walickiego. W 1642 roku wybudowano też dwór i kaplicę, która uległa spaleniu, i została odbudowana w 1766 roku. Dzisiejsza parafia powstała 4 sierpnia 1957 roku, a 13 października położono kamień węgielny pod budowę kościoła pw. Opatrzności Bożej, w stylu neoromańskim.
Wieś położona jest przy drodze wojewódzkiej nr 483.
Pochodził stąd prof. Marian Śliwiński (1932–2009) – kardiochirurg i minister zdrowia i opieki społecznej w rządzie Piotra Jaroszewicza.